# Ras al-Ein, Idlib
Ras El Ein (tiếng Ả Rập: راس العين) là một ngôi làng Syria nằm ở Abu al-Duhur Nahiyah ở huyện Idlib, Idlib. Theo Cục Thống kê Trung ương Syria (CBS), Ras El Ein có dân số 2914 trong cuộc điều tra dân số năm 2004.